# Fritz-Bauer-Straße 9 und 11
Die Doppelvilla in der Fritz-Bauer-Straße 9 und 11 (bis 30. April 2023 Hindenburgstraße 9 und 11)  ist ein Bauwerk in Darmstadt.

## Geschichte und Beschreibung
Die Doppelvilla wurde in den Jahren 1925 und 1926 nach Plänen der Architekten Jakob Krug und Sixtus Grossmann erbaut.
Die zwei blockhaften Baukörper werden durch einen eingeschossigen Querriegel mit darüberliegender Terrasse verbunden.
Diese besaß früher eine Pergola.
Die zweigeschossige Doppelvilla weist ein Walmdach mit Gauben und eine symmetrisch gegliederte Hauptfassade mit Betonung der Mitte auf.
Die Fenster sind für die Bauzeit typisch „über Eck“ angeordnet.
Originaldetails wie Fenster- und Brüstungsgitter und die eiserne Einfriedung sind weitgehend erhalten geblieben.

## Denkmalschutz
Die Doppelvilla ist ein typisches Beispiel für den Baustil der 1920er-Jahre in Darmstadt.
Aus architektonischen und stadtgeschichtlichen Gründen gilt die Doppelvilla als Kulturdenkmal.